# Бараново (Кривошиїнський район)
Бара́ново (рос. Бараново) — присілок у складі Кривошиїнського району Томської області, Росія. Входить до складу Петровського сільського поселення.
Стара назва — Баранова.

## Населення
Населення — 4 особи (2010; 9 у 2002).
Національний склад (станом на 2002 рік):
- росіяни — 100 %